# Nikolaj Tjerepnin

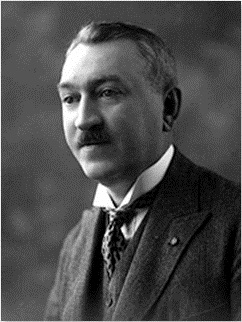
Nikolaj Tjerepnin

Nikolaj Nikolajevitj Tjerepnin (ryska: Николай Николаевич Черепнин), född 15 maj 1873 i Sankt Petersburg, död 26 juni 1945 i Issy-les-Moulineaux, en förort till Paris, var en rysk kompositör och dirigent. 

## Biografi
Tjerepnin var en av Rimskij-Korsakovs elever vid musikkonservatoriet i Sankt Petersburg. Han utsågs 1905 till dirigent vid Mariinskijteatern. Åren 1919-1914 var han musikalisk ledare för Djagilevbaletten i Paris. Efter att ha varit direktör för musikkonservatoriet i Tbilisi 1918-1921 återvände han till Paris, där han bosatte sig. 
Han komponerade i den ungryska musikerkretsens anda, men var även inspirerad av den franska impressionismen. Bland hans elever märks Sergej Prokofjev och Nikolaj Obuchov.

## Verk

### Operor
- Svat (1930)
- Vanka (1933)  (Belgrad, 1935)

### Baletter
- Le Pavillon d’Armide (Armids paviljong], Op. 29         (Sankt Petersburg, 1908)
- Narcisse et Echo, Op. 40 (Monte Carlo, 1911)
- Le masque de la mort rouge (Petrograd, 1916)
- Dionysus (1922)
- Russian Fairy Tale (1923)
- The Romance of the Mummy (1924)
- Les cinq sens
- Lâcheté
- La Falène
- Le Matin d’une fête
- Nuits persanes
- L'Oiseau Enchanté, Op. 55

### Symfoniska poem
- Prélude pour la Princesse lointaine, Op. 4 (1904)
- Scène dans la Caverne des Sorcières de Macbeth, Op. 12
- Fantasie Dramatique, Op. 17 (1903)
- Apothéose à la memoire de Rimsky-Korsakov
- Svit från Le Pavillon d’Armide, Op. 29A
- Konsert i ciss-moll för piano och orkester, Op. 30 (1907)
- Tolv miniatyrer för orkester, Op. 38 (1932)
- Le Royaume enchanté, Op. 39 (1904)
- Conte du Pêcheur et du Poisson d’or, Op. 41
- Cadence Fantastique för violin och orkester, Op. 42
- Sinfonietta i C-Dur, Op. 54
- Trois Fragments Symphoniques sur une nouvelle d’Edgar Poe, Op. 59
- Sonatin för orkester, Op. 61
- “Tati-tati” (parafraser på en barnvisa), variationer av Rimsky-Korsakov, Cui, Liadov, Borodin, orkestrerade av Nikolai Tcherepnin
- Gavott för liten orkester
- Deux Cantiques Georgiens
- Svit på liturgiska georgiska temata
- Chants sacrés (på liturgiska ryska temata)

### Vokala verk med orkester
- Chant de Sapho, för sopran, kör och orkester, Op. 5
- La nuit, för kör och orkester, Op. 6, No. 1
- La vielle chanson, för kör och orkester, Op. 6, No. 2
- Joyzelle dans le jardin, för sopran och orkester
- La Descente de la Sainte Vierge à l’Enfer, oratorium för soloister, kör och orkester (Paris, 1938)

### Kammarmusik
- Violin och piano
- Poème lyrique, Op. 9
- Reverie, Op. 13
- Cadence fantastique
- Andante och final
- Träblåsare och piano
- Un air ancien, för flöjt och piano
- Pièce calme, för oboe och piano
- Pièce insouciante, för klarinett och piano
- Variations simples, för basun och piano
- Bleckblås och piano
- Fanfar för trumpet och piano
- Mélodie d’amour, för horn och piano
- Divertissement, för flöjt, oboe och basun
- Stråkkvartett i a-moll, Op. 11
- Kvartett för horn (sex stycken)
- Sonatin för blåsinstrument, timpani och percussion, Op. 61

### Solostycken för piano
- Six Preludes, Op. 17
- Cinq morceaux, Op. 18
- Trois pièces, Op. 24
- 14 Esquisses pour un alphabet Russe d’Alexocher Benois, Op. 38
- Pièces simples
- Primitifs
- Pièces de bonne humeur
- Pièces sentimentales
- Pièces gaies
- Quatre pièces en UT

### För piano och en röst
- Six mélodies, Op. 1
- Deux duos, Op. 3
- Chant de Sapho, Op. 5
- Six mélodies, Op. 7
- Quatre mélodies, Op. 8
- Quatre mélodies, Op. 16
- Le chanson de Mary, Op. 19
- Deux mélodies, Op. 20
- Quatre mélodies, Op. 25
- Deux mélodies, Op. 26
- Deux mélodies, Op. 27
- Contes de fée: dix-huit mélodies, Op. 33
- Trois mélodies, Op. 48 	Bessel
- Amaryllis (two versions), Op. 49 	Bessel
- Deux légendes mystiques, Op. 50
- Sept poèmes japonais, Op. 52 	Bessel
- Suite océanique, Op. 53 	Bessel
- Deux mélodies; Jour et Nuit; L’appel suprême; Deux mélodies
- J’ai vu mes jours ailleurs 	Bessel
- Deux chants de la mère de Hadji Mourat

### Körmusik a cappella
- Två körer, Op. 2
- Två körer, Op. 10
- Liturgi (mässa) Nr. 1
- Liturgi (mässa) Nr. 2
- Liturgi (mässa) Nr. 3
- Sju hymner

### Verk för orgel
- Modo Religioso, Op. 18, No. 5